# Wolfgang E. Krumbein
Wolfgang Elisabeth Krumbein (* 14. März 1937 in München; † 4. April 2021 in Berlin) war ein deutscher Mikrobiologe. Von 1974 bis zur Emeritierung 2002 war er Lehrstuhlinhaber für Geomikrobiologie an der Universität Oldenburg und gilt als Mitbegründer dieser Wissenschaftsdisziplin.

## Leben
Krumbein studierte Geschichte und Kunstgeschichte in München sowie Geologie, Geochemie und Mikrobiologie in München, Würzburg, Jerusalem, am Institut Pasteur und an der Sorbonne in Paris. 
Er war zunächst einige Jahre auf Helgoland als Meereswissenschaftler tätig, ehe er 1974 zum Professor für Geomikrobiologie (wahrscheinlich der weltweit erste Lehrstuhl dieser Art) an der neugegründeten Universität Oldenburg ernannt wurde. Er war Gründungsmitglied des Instituts für Chemie und Biologie des Meeres und wurde 1987 zu dessen erstem Direktor gewählt. Er erforschte nicht nur, wie Mikroben Mineralien zerstören und neu bilden, sondern wies auch ihren Einfluss auf die Patina von Gebäuden und Kunstwerken nach. In populärwissenschaftlichen Vorträgen und Veröffentlichungen bezog er sich insoweit auch gerne auf Loriots berühmte Steinlaus.
Außerdem forschte er zu mikrobiellem Leben auf fremden Himmelskörpern und veröffentlichte über 400 Fachartikel und 15 Bücher. Krumbein war ab 1997 zudem Mitglied des Instituts für Philosophie an der Universität Oldenburg und veröffentlichte eine Reihe von Beiträgen zur Wissenschaftstheorie und -geschichte. Verschiedene Forschungsaufenthalte führten ihn an die Hebräische Universität Jerusalem, die Harvard University, die Universität Messina und die Staatliche Universität Sankt Petersburg. Er war ehrenamtlich in der Kommission Reinhaltung der Luft tätig.
Privat betätigte sich Krumbein im Denkmalschutz, war Berater für Bauten- und Kulturgüterschutz, veröffentlichte einen Band mit Gedichten und malte mehr als 4.000 Aquarelle.

## Auszeichnungen
- Pasteur-Medaille;
- Hermann-Credner-Preis;
- Georg-Knetsch-Preis;
- Lise Meitner-Alexander von Humboldt-Preis;
- Ehrendoktorwürde der Lomonossow-Universität Moskau (2001);
- Ehrendoktorwürde der Universität Gdansk (2002);

## Schriften (Auswahl)
- Hg.: Cyanobakterien – Bakterien oder Algen? 1. Oldenburger Symposium über Cyanobakterien, 1977. Taxonomische Stellung und Ökologie. Oldenburg 1979, ISBN 3-8142-0000-4.
- mit Lucas J. Stal und Hans van Gemerden: Das Farbstreifen-Sandwatt. Ein laminiertes mikrobielles Ökosystem im Wattenmeer. Emden 1984, ISBN 3-8141-0000-9.
- mit Gisela Gerdes: Biolaminated deposits. Berlin 1987, ISBN 3-540-17937-2.
- 50 Motive griechischer Mythologie.  Leipzig 2004, ISBN 3-934015-64-6.